# Finale della CONCACAF Champions League 2021
La finale della 56ª edizione della CONCACAF Champions League, (13ª con l'attuale nome) si è disputata il 28 ottobre 2021 allo stadio BBVA Bancomer di Guadalupe, in Messico, ed ha visto la vittoria dei messicani del Monterrey contro i connazionali dell'América.
La squadra vincitrice si qualificherà alla Coppa del mondo per club FIFA 2021.

## Le squadre
Le statistiche si intendono dal 2009, quando ha iniziato a chiamarsi CONCACAF Champions League.
| Squadre   | Partecipazioni precedenti (il grassetto indica la vittoria) |
| --------- | ----------------------------------------------------------- |
| Monterrey | 4 (2010-2011, 2011-2012, 2012-2013, 2019)                   |
| América   | 2 (2014-2015, 2015-2016)                                    |

## Sede
Viene scelta dalla CONCACAF come sede della finale lo stadio BBVA Bancomer di Guadalupe in Nuevo León, Messico.

## Il cammino verso la finale
Il Monterrey incontra agli ottavi di finale i dominicani dell'Atlético Pantoja. Vincono sia all'andata in trasferta per 3-0 che al ritorno in casa per 3-1. Ai quarti incontrano gli statunitensi del Columbus Crew. Pareggiano all'andata per 2-2 a Columbus e vincono al ritorno 3-0 in casa. In semifinale sconfiggono i messicani del Cruz Azul sia all'andata per 1-0 che al ritorno per 4-1. Disputeranno la quinta finale.
L'América incontra agli ottavi di finale gli honduregni dell'Olimpia. Vincono per 2-1 in trasferta a Tegucigalpa ma vengono sconfitti 1-0 al ritorno in casa, passano per la regola dei gol fuori casa. Ai quarti di finale incontra gli statunitensi del Portland Timbers. Pareggiano 1-1 all'andata a Portland e vincono 3-1 in casa al ritorno. In semifinale sconfiggono con un doppio 2-0 gli statunitensi del Philadelphia Union e si qualificano per la loro terza finale.
Note: In ogni risultato sottostante, il punteggio della finalista è menzionato per primo.
| Monterrey        | Monterrey | Monterrey | Turno            | América            | América   | América   |
| ---------------- | --------- | --------- | ---------------- | ------------------ | --------- | --------- |
| Avversario       | Luogo     | Risultato |                  | Avversario         | Luogo     | Risultato |
| Atlético Pantoja | Trasferta | 3-0       | Ottavi di finale | Olimpia            | Trasferta | 2-1       |
| Atlético Pantoja | Casa      | 3-1       | Ottavi di finale | Olimpia            | Casa      | 0-1       |
| Columbus Crew    | Trasferta | 2-2       | Quarti di finale | Portland Timbers   | Trasferta | 1-1       |
| Columbus Crew    | Casa      | 3-0       | Quarti di finale | Portland Timbers   | Casa      | 3-1       |
| Cruz Azul        | Casa      | 1-0       | Semifinale       | Philadelphia Union | Casa      | 2-0       |
| Cruz Azul        | Trasferta | 4-1       | Semifinale       | Philadelphia Union | Trasferta | 2-0       |